# Lobatostoma ringens
Lobatostoma ringens är en plattmaskart som först beskrevs av Linton 1907.  Lobatostoma ringens ingår i släktet Lobatostoma och familjen Aspidogastridae. Inga underarter finns listade i Catalogue of Life.